# Fancy (bài hát của Twice)
 "Fancy" (cách điệu FANCY) là bài hát của nhóm nhạc nữ Hàn Quốc Twice. Ca khúc được JYP Entertainment phát hành vào ngày 22 tháng 4 năm 2019, dưới dạng đĩa đơn dẫn đường cho EP thứ bảy Fancy You của nhóm.

## Sáng tác
"Fancy" được đồng sáng tác bởi Black Eyed Pilseung, người đã viết nhiều bản hit trong quá khứ của Twice bao gồm đĩa đơn đầu tay "Like Ooh-Ahh", "Cheer Up", "TT" và "Likey". Bộ đôi sáng tác, bao gồm Rado và Choi Kyu-sung, được ghi công trạng cùng với Jeon Goon. Bài hát được mô tả là một "bài hát kịch tính và năng động, đặc trưng cho nhóm với một luồng ánh sáng hoàn toàn mới". Trong khi vẫn giữ giai điệu lễ hội quirky trước đây của nhóm như trong phần lớn các bản hit, "Fancy" phối trộn nhịp điệu của pop electro tâm trạng êm dịu với giai điệu mạnh mẽ, tinh tế của các thành viên. Bài hát về nói tình yêu, các thành viên mạnh dạn bày tỏ cảm xúc của họ bằng những câu thoại như "tôi sẽ không bao giờ cho phép bạn đi" và "điều đó không quan trọng ai thích ai trước."
Tamar Herman đến từ tờ Billboard đã mô tả bài hát là một "bản nhạc điện tử nảy, giữ cho âm thanh gây nghiện, mang cảm hứng retro của nhóm trong khi chuyển sang phong cách có một chút táo bạo hơn với những tiếng synth bùng nổ và những tiếng quirk kỹ thuật số ". Giọng hát của nhóm mang thêm một chút giai điệu trưởng thành, nóng bỏng trong các câu hát, nhưng vẫn duy trì năng lượng lạc quan, tích cực của nhóm ở phần điệp khúc của bài hát.

## Video âm nhạc
Video âm nhạc của "Fancy" đã được tải lên trực tuyến vào ngày 22 tháng 4. Hình ảnh giới thiệu các thành viên cá nhân với vẻ ngoài rực rỡ, sành điệu được bao quanh bởi phông nền sống động trong khi nhóm tự tắt giữa các số màu đen đậm và trang phục "Fancy" đầy màu sắc, phần lớn có logo ký tự "c" đôi của Chanel. Video âm nhạc xen kẽ giữa cảm giác quyến rũ và vui tươi, phần lớn nhờ vào đồ họa CGI giúp tăng thêm phần trình diễn của chín thành viên. Trong khi đó, nhóm thể hiện vũ đạo mạnh mẽ.
Cùng ngày, video âm nhạc đã trở video có lượt xem nhiều thứ bảy trên YouTube, khi thu hút hơn 42,1 triệu lượt xem trong vòng một ngày.

## Quảng bá
Twice đã tổ chức một buổi phát sóng trực tiếp trên Naver V Live để kỷ niệm sự trở lại của họ, khi họ cũng lần đầu thực hiện toàn bộ vũ đạo của bài hát. Nhóm cũng quảng bá "Fancy" trên một số chương trình âm nhạc ở Hàn Quốc bao gồm M Countdown, Music Bank, Show! Music Core, Inkigayo và Show Champion, lần lượt vào các ngày 25, 26, 27, 28 tháng 4 và 1 tháng 5.

## Bảng xếp hạng

### Bảng xếp hạng hàng tuần
| Bảng xếp hạng (2019)                   | Vị trí cao nhất |
| -------------------------------------- | --------------- |
| Nhật Bản (Japan Hot 100)               | 4               |
| Japan Combined Weekly Singles (Oricon) | 12              |
| Japan Digital Singles Chart (Oricon)   | 8               |
| Malaysia (RIM)                         | 5               |
| New Zealand Hot Singles (RMNZ)         | 17              |
| Hàn Quốc (Gaon)                        | 3               |
| Hàn Quốc (Kpop Hot 100)                | 3               |
| US World Digital Songs (Billboard)     | 4               |

## Giải thưởng

### Giải thưởng chương trình âm nhạc
| Chương trình              | Ngày                    | Tham khảo |
| ------------------------- | ----------------------- | --------- |
| Show Champion (MBC Music) | Ngày 1 tháng 5 năm 2019 | [ 10 ]    |
| M Countdown (Mnet)        | Ngày 2 tháng 5 năm 2019 | [ 19 ]    |
| Inkigayo (SBS)            | Ngày 5 tháng 5 năm 2019 | [ 20 ]    |